# Trompe-l’œil

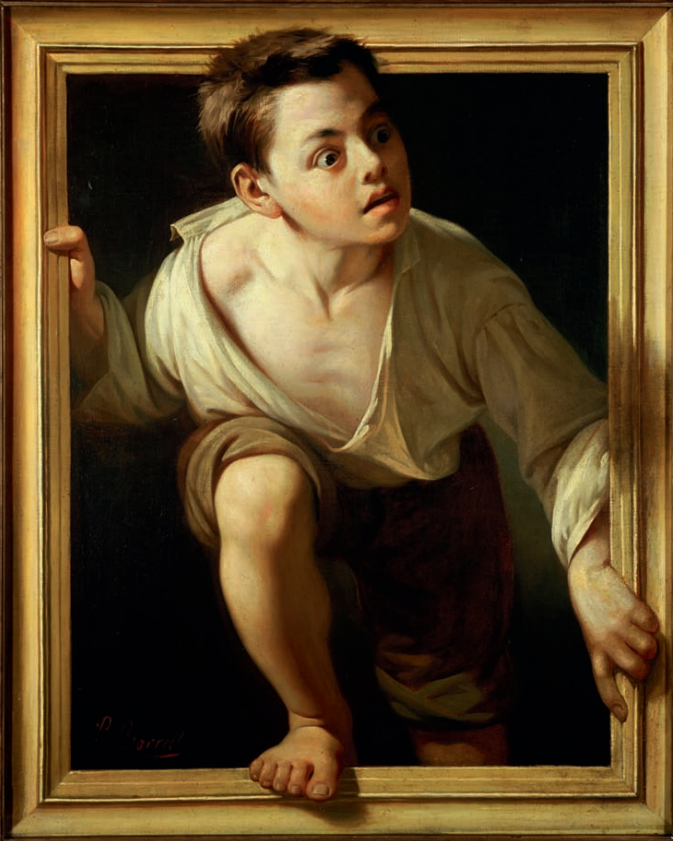
Pere Borrell del Caso, Der Kritik entfliehend, 1874

Ein Trompe-l’œil (IPA: [tʀɔ̃pˈlœɪ̯], ⓘ; frz. „täusche das Auge“, von tromper „täuschen“ und l’œil „das Auge“) ist eine illusionistische Malerei, die mittels perspektivischer Darstellung Dreidimensionalität vortäuscht.
Illusionistische Wand- und Deckenmalereien schaffen Scheinarchitekturen oder erweitern die Optik der Architektur, etwa durch Ausblicke auf Phantasielandschaften. Durch erzwungene Perspektive können Räume größer oder kleiner erscheinen.

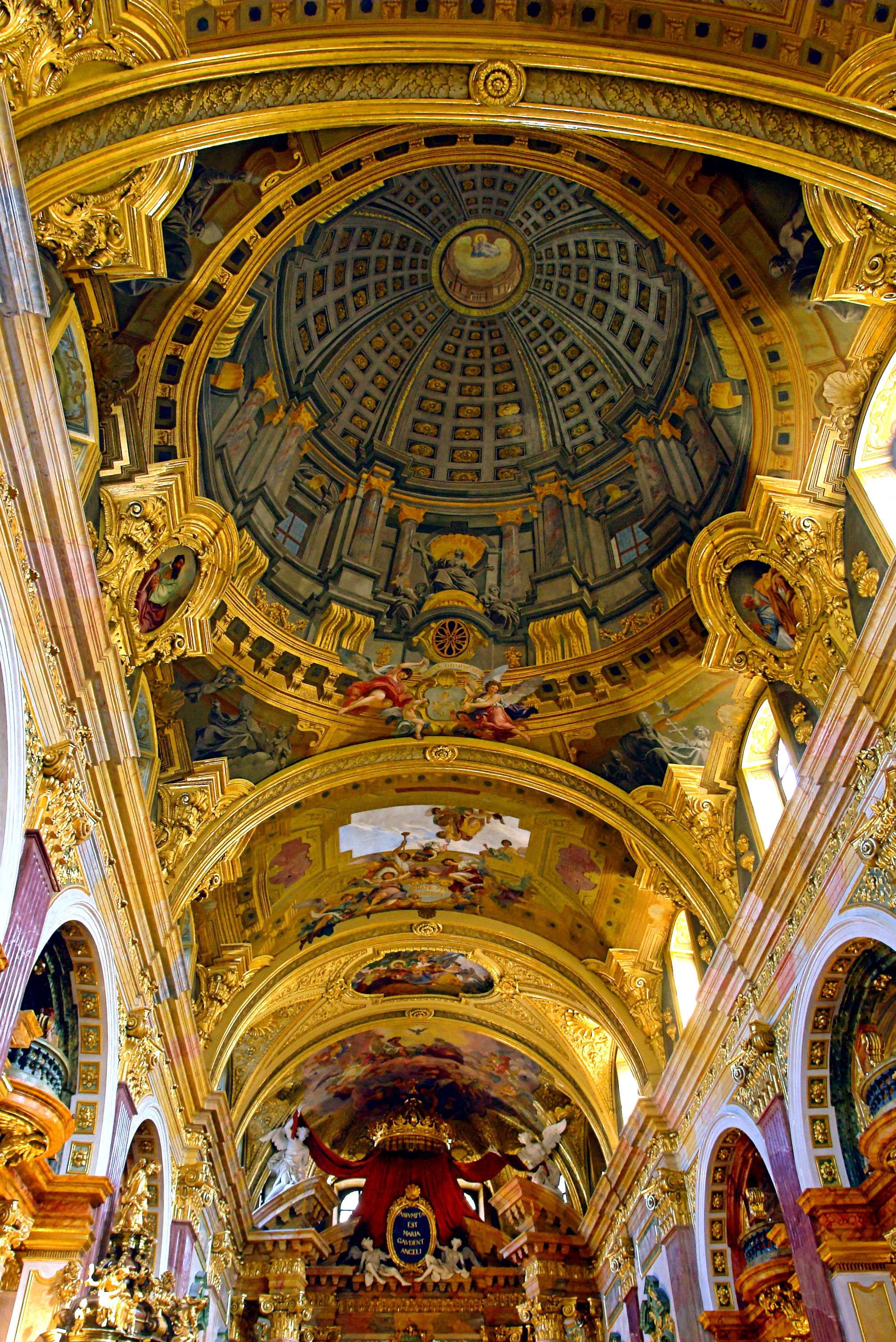
Jesuitenkirche in Wien mit Trompe-l’œil-Deckenfresken, die den Eindruck einer Kuppel geben; gemalt von Andrea Pozzo im 17. Jahrhundert

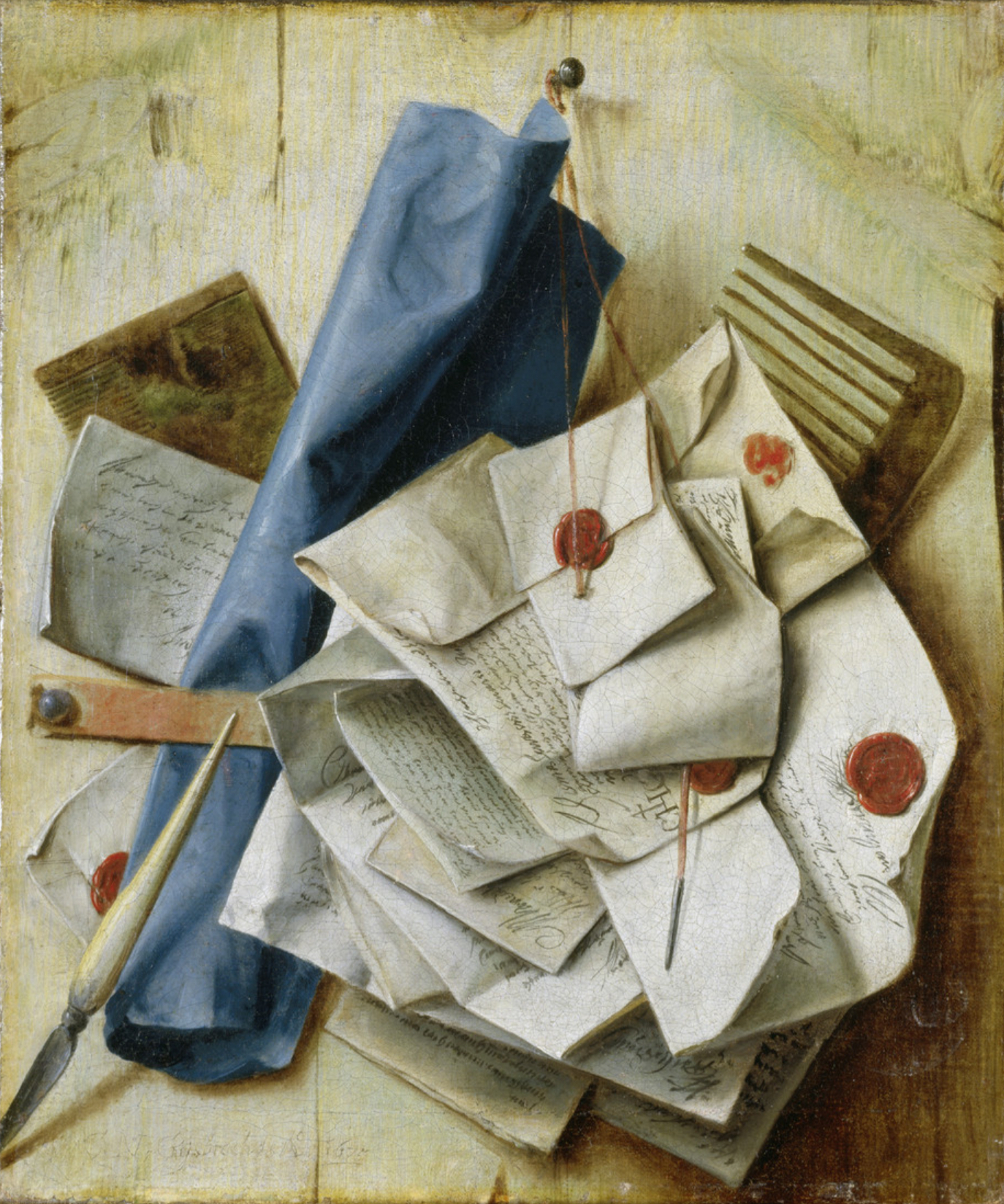
Quodlibet (1675) von Cornelis Gijsbrechts

## Geschichte
Die ältesten erhaltenen Beispiele kennt man aus Pompeji. Im Mittelalter geriet die Technik in Vergessenheit, in der Renaissance lebte sie – ausgehend von Italien – mit der Wiederentdeckung der Perspektive auf. In der profanen Malerei wurde das Trompe-l’œil häufig verwendet, um unklare Raumzuschnitte ästhetisch zu verbessern oder in Wohnräumen scheinbare Ausblicke auf arkadische Landschaften zu schaffen.
Der Trompe-l’œil-Stil entwickelte sich in der Renaissance. Er geht mit der Wiederentdeckung der Perspektive und den wissenschaftlichen Fortschritten im Bereich der Optik einher. Als Motiv dienten häufig Nischen mit Blumen- und Früchtestillleben, Regale oder Schränkchen mit Kleinodien, Bretterwände mit Grafiken und Briefen oder auch Jagdstillleben mit erlegtem Wild und Waffen. Häufig wurde ein Motiv von demselben Künstler in mehreren Varianten dargestellt. So existieren von dem Spezialisten für Jagdmotive, Johannes Leemans, mindestens drei sehr ähnliche Stillleben mit Jagdgeräten samt zentralem Vogelkäfig, umgeben von Pulverhörnern und Waffen. Ein Exemplar befindet sich im Kunstgewerbemuseum Berlin, die anderen wurden vor wenigen Jahren von zwei internationalen Auktionshäusern in Amsterdam versteigert.
Seit dem 15. Jahrhundert versuchte man vorzugsweise in Innenräumen mittels gemalter Scheinarchitektur Ausblicke durch vermeintliche Fenster und Kuppeln zu schaffen, um Räume zum Ruhme des Auftraggebers zu vergrößern, aber auch, um einen genussvollen, humanistisch geprägten Landschaftsausblick zu genießen. Die Vorlagen hierfür bildeten oft die antiken Villenbriefe von Plinius dem Jüngeren. Gute Beispiele dafür sind die von Andrea Mantegna für Luigi III. Gonzaga zwischen 1465 und 1474 geschaffenen Fresken in der Camera degli Sposi (Mantua, Castel San Giorgio) oder die von Paolo Veronese in der venezianischen Villa Barbaro (Maser) um 1560 ausgeführte Wandmalerei mit fingierten Fensterausblicken. Auch findet sich Trompe-l’œil in Form von Scheinarchitektur und Lüftlmalerei an Fassaden.
In der sakralen Malerei begann die Blütezeit des Trompe-l’œil mit der Gegenreformation. Die Deckengewölbe manieristischer Kirchen der Jesuiten wurden mit Himmelfahrten Jesu oder Mariae bemalt und damit dem Himmel geöffnet. Im Rokoko wurden diese Darstellungen wieder profaner und nahmen sich der klassisch-antiken Themen an, zum Beispiel den Götterdarstellungen.
Im 20. Jahrhundert griffen die Peintres de la Réalité bzw. das Mouvement Trompe-l’œil/Réalité die Trompe-l’œil-Techniken wieder auf. Die Malerei der Gruppe verstand sich jedoch nicht als Wiedererscheinung, sondern als logische Folge der in diesem Jahrhundert stattgefundenen Entwicklung eines Realismus, der die Folge des Surrealismus eingenommen hat, um zum modernen Trompe-l’œil zu führen. Deutsche Vertreter der Peintres de la Réalité waren Liselotte Schramm-Heckmann und Werner Schramm.

## Quodlibet
Häufig findet man die Begriffe Trompe-l’œil und Quodlibet gleichgestellt. Eigentlich werden aber mit Quodlibet Bilder bezeichnet, die eine Häufung ungeordneter Kleinigkeiten zeigen. Davon abgesehen sind Quodlibets oft in Form grafischer Blätter ausgeführt, das Trompe-l’œil dagegen häufiger als Gemälde. Ein bekanntes Quodlibet-Motiv sind täuschend echt aussehende Schriftstücke, mit zum Teil eingerollten Ecken. Quodlibets geben oft auch naturgetreu dargestellte Gegenstände wieder, die zum Beispiel an einer Holzwand hängen.
Quodlibets waren ein wesentlicher Bestandteil in der Entwicklung der europäischen Stilllebenmalerei, die sich besonders in Holland und Flandern im späten 17. und 18. Jahrhundert herausbildete. Zu den stilprägenden Werken gehören unter anderem Quodlibet von Cornelis Gijsbrechts (1675) und Quod Libet von Edward Collier (1701).

## Heutige Verwendung
Heutzutage kommt das Trompe-l’œil als – meist private – Raumgestaltung vor, in der die Wandmalerei seit etwa 1980 wieder stärker verwendet wird. Wegbereiter dafür war unter anderem der englische Künstler Graham Rust. Auch lebt das Trompe-l’œil in der Gestaltung des öffentlichen Raumes auf, um architektonische Mängel an Fassaden zu kaschieren und eine belebte Atmosphäre an sterilen städtischen Leerräumen zu erzeugen.

## Trompe-l’œil-Malereien und -Skulpturen

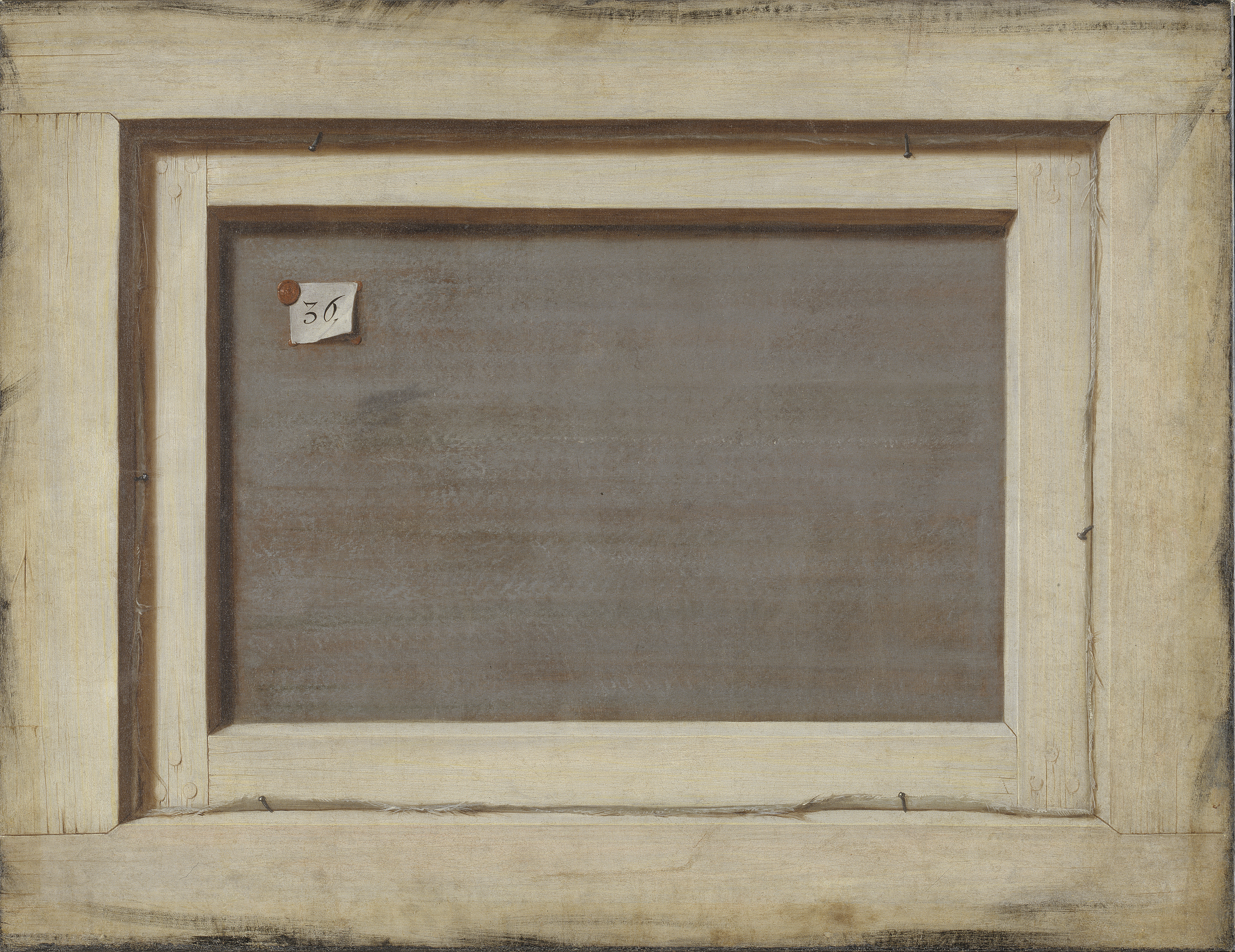
Cornelis Gijsbrechts, Rückseite eines Gemäldes, 1670
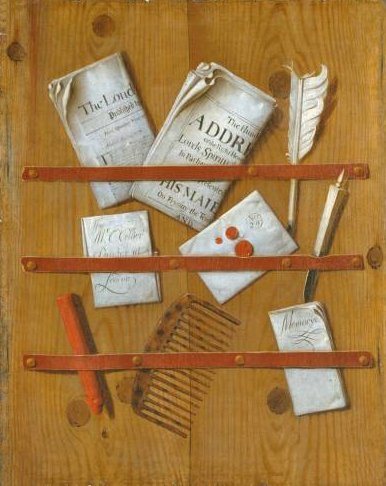
Edward Collier, Zeitungen, Briefe und Schreibwerkzeuge auf einer Holztafel, um 1699
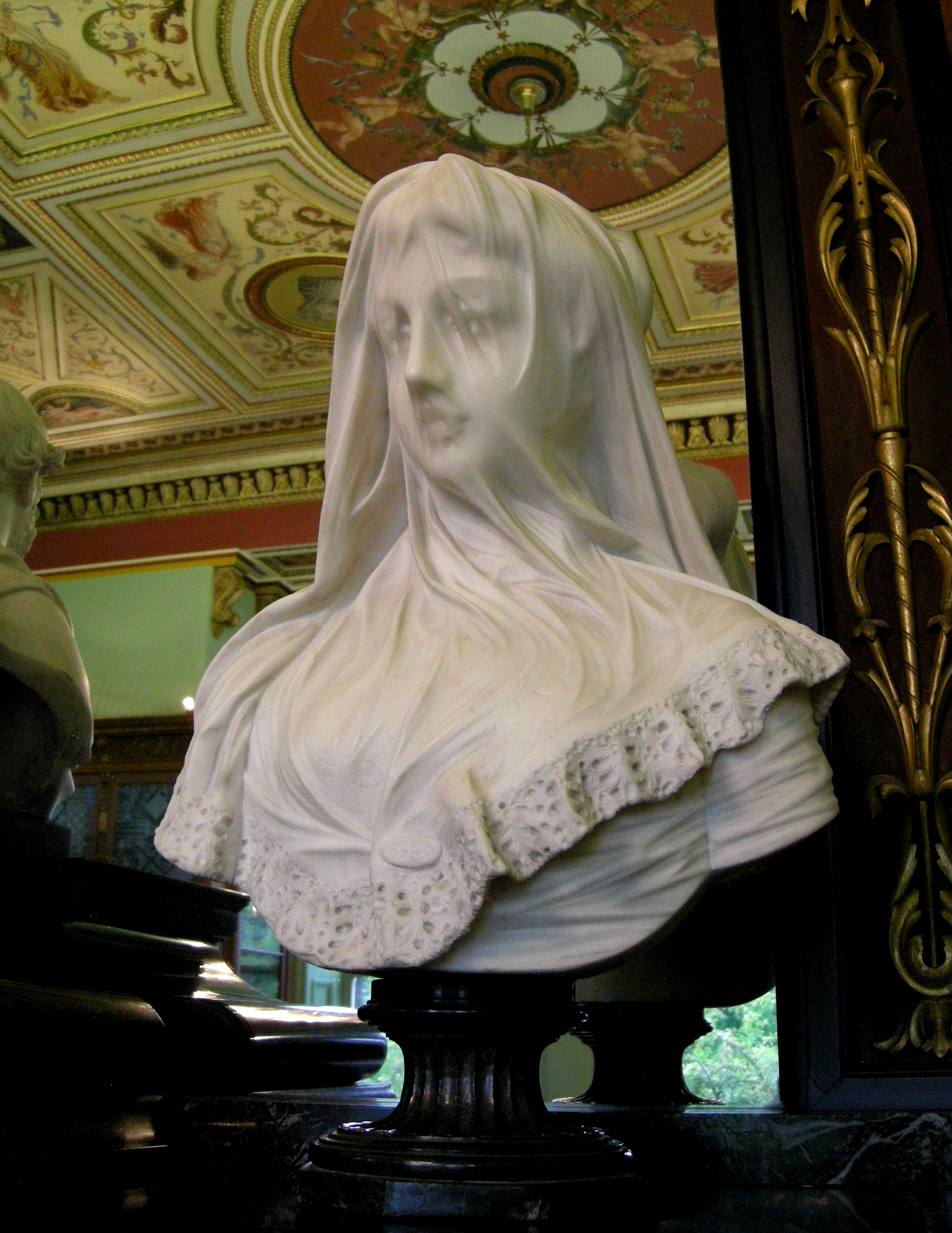
Marmorbüste mit durchsichtig erscheinendem Schleier, Bankfield Museum, 19. Jahrhundert
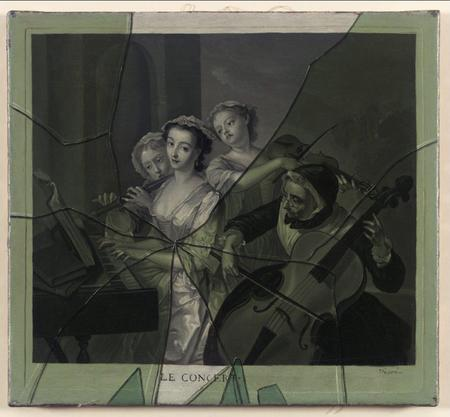
François-Xavier Vispré „übermalte“ um 1760 die Vorlage von Philippe Mercier mit einem Glasrahmen
Nicolaas de Wit, Buchseiten, 1740
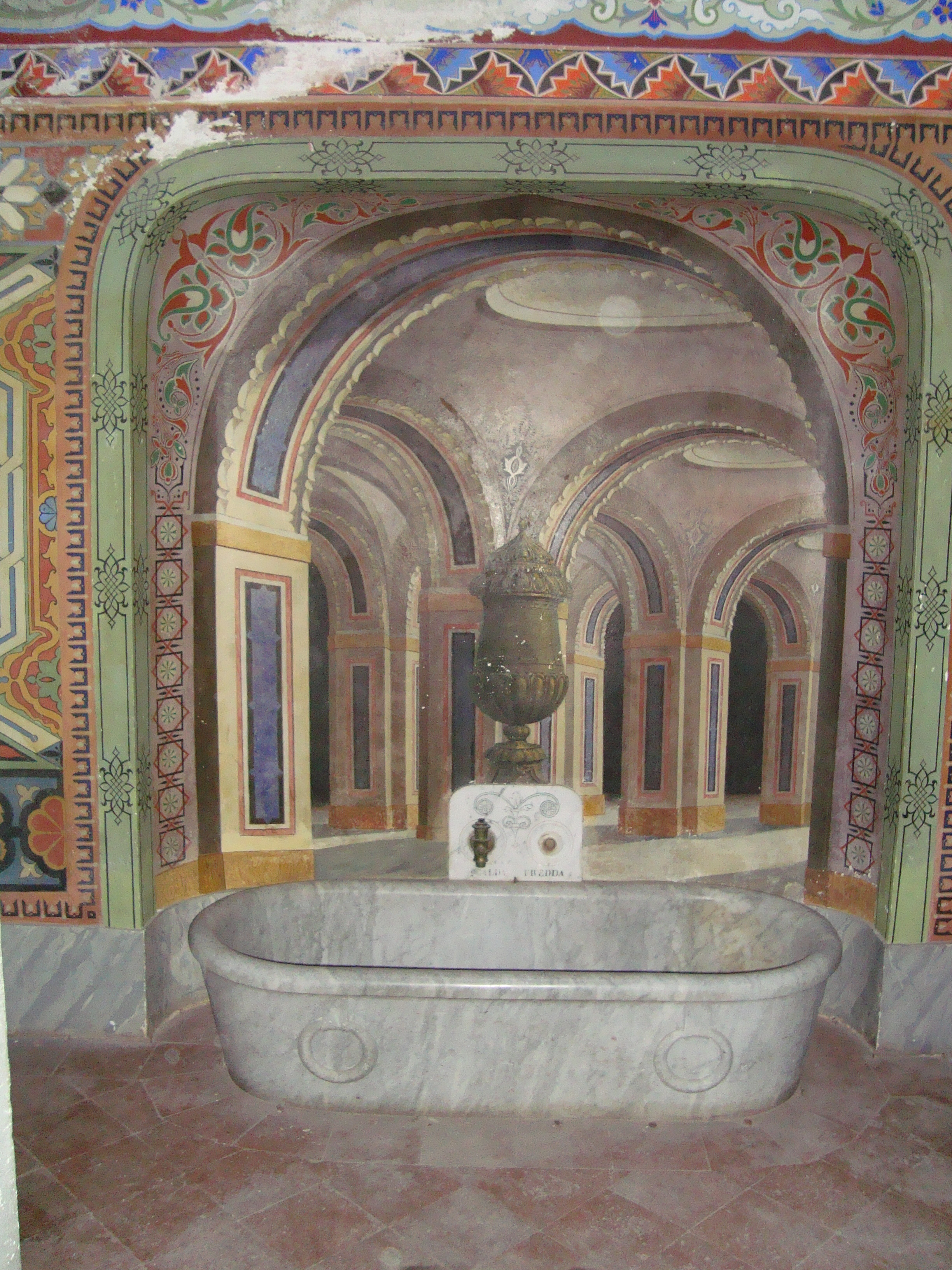
Badezimmer im Castello di Sammezzano